# Tyrone Michele
Tyrone Michele, född 7 oktober 2003, är en svensk rappare och skådespelare.

## Biografi
Tyrone Michele är uppväxt i Flen och debuterade som artist som 15-åring med singeln Fiender. Hans andra singel Dom utsatta släpptes 2019. Samma år medverkade han som rappare i SVT-kortfilmen Dom kallar mig insta-rappare. I Netflix-serien I dina händer spelade han Dawit. I SVT-produktionen Från insidan spelar han en av huvudrollerna.

## Filmografi (i urval)
- 2024 – I dina händer (TV-serie)
- 2024 – Från insidan (TV-serie)
- 2024 – Helikopterrånet (TV-serie)
- 2025 – Kevlarsjäl